# Athyroglossa atra
Athyroglossa atra är en tvåvingeart som först beskrevs av Samuel Wendell Williston  1896.  Athyroglossa atra ingår i släktet Athyroglossa och familjen vattenflugor. Inga underarter finns listade i Catalogue of Life.